# 2,5-ジヒドロフラン
2,5-ジヒドロフラン（2,5-dihydrofuran）は、複素環式化合物の一つ。フランの2,5位が水素化された構造をとる。残る3,4位も水素化するとテトラヒドロフランとなる。消防法に定める第4類危険物 第1石油類に該当する。